# Sonnets et eaux-fortes

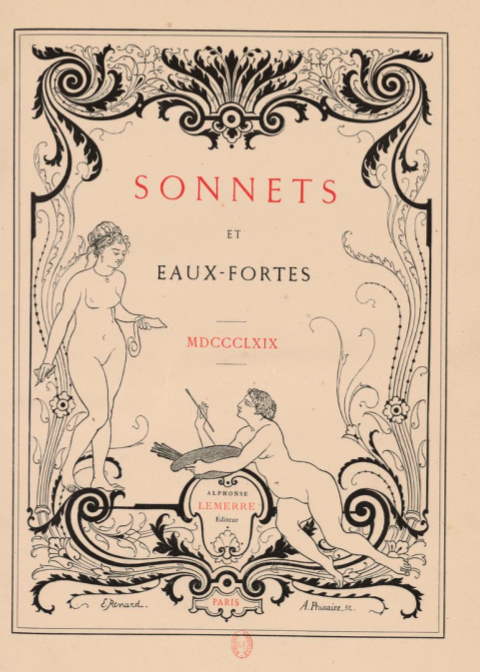
Couverture du recueil.

Sonnets et eaux-fortes est un recueil collectif de poèmes français illustrées d'eaux-fortes réunies par Philippe Burty, publié par Alphonse Lemerre à Paris en 1869.
Cet ouvrage a figuré dans l'exposition « Dix siècles de livres français », à Lucerne, du 9 juillet au 2 octobre 1949.

## Description

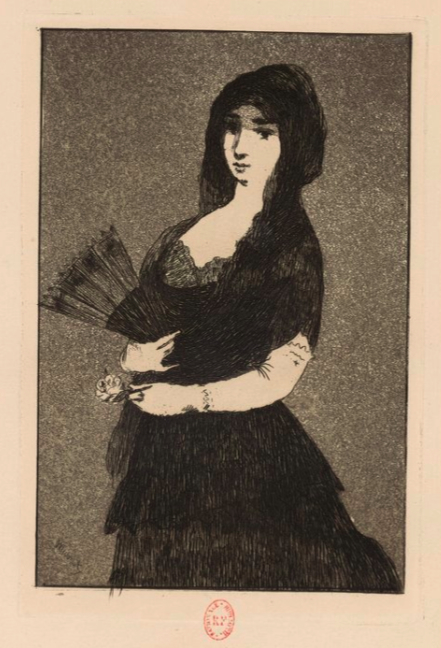
« Fleur exotique », eau-forte d'Édouard Manet : l'une des planches les plus recherchées.

Le recueil prend la forme d'un album non paginé, il comprend 42 poèmes et gravures. Il a été tiré à 350 exemplaires au format demi-folio chez les imprimeurs Jules Claye et M. Salmon, achevé d'imprimé le 20 décembre 1868.
Le frontispice est gravé par Alfred Prunaire (1837-1912) d'après un motif d'Édouard-Antoine Renard.
Ensuite viennent les sonnets accompagnés des eaux-fortes :
- « La Mer » de Jean Aicard, illustré par Léon Gaucherel ;
- « Le Masque » de Joseph Autran, illustré par Émile Lévy ;
- « Promenade galante » de Théodore de Banville, illustré par Edmond Morin ;
- « Tὸ Καλόη » de Auguste Barbier, illustré par Giacomotti ;
- « Le sang des géants » de Louis Bouilhet, illustré par Célestin Nanteuil ;
- « Le sphinx » de Henri Cazalis, illustré par Armand Queyroy ;
- « Le lion » de Léon Cladel, illustré par Gustave Doré ;
- « Le fils de Louis XI » de François Coppée, illustré par Charles Courtry ;
- « Supplice de Judas dans l'Enfer » de Antoni Deschamps, illustré par Veyrassat ;
- « Dernier mirage » de Émile Deschamps, illustré par Joseph-Victor Ranvier ;
- « Révolte » de Léon Dierx, illustré par George Howard[1] ;
- « Les incroyables » de Emmanuel des Essarts, illustré par Gustave Jundt ;
- « Un sénateur romain » de Anatole France, illustré par Jean-Léon Gérôme ;
- « Promenade hors des murs » de Théophile Gautier, illustré par Henri Leys ;
- « Le roman comique » de Albert Glatigny, illustré par Félix Régamey ;
- « La Sulina » de Édouard Grenier, illustré par Edwin Edwards ;
- « Les conquérants » de José-Maria de Heredia, illustré par Claudius Popelin ;
- « La Rookery » de Ernest d'Hervilly, illustré par Francis Seymour Haden ;
- « Le pays inconnu » de Arsène Houssaye, illustré par Tancrède Abraham ;
- « La fontaine » de Georges Lafenestre, illustré par Emmanuel Lansyer ;
- « Au bord du puits » de Victor de Laprade, illustré par Louis Français ;
- « Rêverie » de Léon Laurent-Pichat, illustré par Jules Héreau ;
- « Le combat homérique » de Lecomte de Lisle, illustré par Léopold Flameng ;
- « Paysage normand » de André Lemoyne, illustré par Corot ;
- « Batavia » de Robert Luzarche, illustré par Jondkindt [sic] ;
- « Le verger » de Gabriel Marc, illustré par Charles-François Daubigny ;
- « La pivoine » de Judith Mendès, illustré par Jacquemart ;
- « Théodora » de Catulle Mendès, illustré par  Ignaz Frankel Ingomar (d) ;
- « Sur une composition de F. Millet » de Albert Mérat, illustré par Millet ;
- « L'éclair » de Paul Meurice, illustré par un dessin de Victor Hugo gravé par Courtry ;
- « Le dernier amour de Charlemagne » de Claudius Popelin, illustré par Ehrmann ;
- « Fleur exotique » de Armand Renaud, illustré par Édouard Manet ;
- « Théroigne de Méricourt » de Louis-Xavier de Ricard, illustré par Victor Giraud ;
- « Le pont des arts » de Sainte-Beuve, illustré par Maxime Lalanne ;
- « Une grande douleur » de Joséphin Soulary, illustré par Théodule Ribot[2] ;
- « Silence et nuit des bois » de Sully Prudhomme, illustré par Edmond Hédouin ;
- « Nénuphars » de Armand Silvestre, illustré par Augustin Feyen-Perrin ;
- « Souvenir du Bas-Bréau » de André Theuriet, illustré par Jules Michelin ;
- « L'éclipse » de Auguste Vacquerie, illustré par Félix Bracquemond ;
- « La chute » de Léon Valade, illustré par Solon ;
- « Le pitre » de Paul Verlaine, illustré par Paul Rajon ;
- « Après la harangue » de Jean Vireton [pseud.], illustré par Émile Boilvin.